# Liste der Nummer-eins-Hits in Spanien (1998)
Dies ist eine Liste der Nummer-eins-Hits in Spanien im Jahr 1998. Sie basiert auf den offiziellen Chartlisten der Asociación Fonográfica y Videográfica de España (AFYVE, heute Promusicae), der spanischen Landesgruppe der IFPI.

## Singles
| | Liste der Nummer-eins-Hits in Spanien | Liste der Nummer-eins-Hits in Spanien | Liste der Nummer-eins-Hits in Spanien                                                                                          | 1999 → |
| \| Zeitraum \| Wo. ges. \| Interpret \| Titel Autor(en) \| Zusätzliche Informationen \| \| (Zeitraum, Wochen auf Platz eins, Interpret, Titel, Autor[en], zusätzliche Informationen) \| \| \| \| \| \| ----------------------------------------------------------------------------------------- \| -------- \| ----------------- \| ------------------------------------------------------------------------------------------------------------------------------ \| ------------------------------------------------------------------------------------------------------------------------------------------------------------------------------------------ \| \| 29. Dezember 1997 – 11. Januar 1998 2 Wochen (insgesamt 14) \| 14 \| Elton John \| Candle in the Wind ’97 Musik: Elton John; Text: Bernie Taupin \| – \| \| 12. Januar 1998 – 1. Februar 1998 3 Wochen (insgesamt 4) \| 4 \| Natalie Imbruglia \| Torn Phil Thornalley, Scott Cutler, Anne Preven \| – \| \| 2. Februar 1998 – 8. Februar 1998 1 Woche \| 1 \| Backstreet Boys \| All I Have to Give Curtis T. Bedeau, Gerard R. Charles, Hugh L. Clarke, Brian P. George, Lucien J. George, Paul Anthony George \| – \| \| 9. Februar 1998 – 15. Februar 1998 1 Woche (insgesamt 4) \| 4 \| Natalie Imbruglia \| Torn Phil Thornalley, Scott Cutler, Anne Preven \| – \| \| 16. Februar 1998 – 8. März 1998 3 Wochen (insgesamt 4) \| 4 \| Madonna \| Frozen Patrick Leonard, Madonna Ciccone \| – \| \| 9. März 1998 – 22. März 1998 2 Wochen \| 2 \| Mecano \| El club de los humildes Nacho Cano \| – \| \| 23. März 1998 – 29. März 1998 1 Woche (insgesamt 4) \| 4 \| Madonna \| Frozen Patrick Leonard, Madonna Ciccone \| – \| \| 30. März 1998 – 12. April 1998 2 Wochen \| 2 \| Ricky Martin \| La copa de la vida Luis Gómez Escolar, Desmond Child, Robi Rosa \| – \| \| 13. April 1998 – 26. April 1998 2 Wochen \| 2 \| Céline Dion \| My Heart Will Go On Will Jennings, James Horner \| – \| \| 27. April 1998 – 17. Mai 1998 3 Wochen \| 3 \| Madonna \| Ray of Light Madonna Ciccone, Clive Maldoon, Dave Curtiss, Christine Leach, William Orbit \| – \| \| 18. Mai 1998 – 31. Mai 1998 2 Wochen \| 2 \| Gloria Estefan \| Corazón prohibido Gloria Estefan, Kike Santander \| – \| \| 1. Juni 1998 – 21. Juni 1998 3 Wochen \| 3 \| Alejandro Sanz \| Corazón partío Alejandro Sanz \| – \| \| 22. Juni 1998 – 26. Juli 1998 5 Wochen \| 5 \| Blue 4 U \| Happy World Jorge Cubino Bermejo \| Die Werbung für die Biermarke Estrella Damm verhalf der Band zu diesem Nummer-eins-Hit. Jordi Cubino, in den 80ern selbst als Sänger erfolgreich, hat das Lied geschrieben und produziert. \| \| 27. Juli 1998 – 23. August 1998 4 Wochen \| 4 \| Gloria Estefan \| Oye Emilio Estefan Jr., Gloria Estefan, Randall Barlow, Angie Chirino \| – \| \| 24. August 1998 – 30. August 1998 1 Woche \| 1 \| Stardust \| Music Sound Better with You Thomas Bangalter, Alan Quême, Benjamin Cohen \| – \| \| 31. August 1998 – 6. September 1998 1 Woche \| 1 \| Madonna \| Drowned World (Substitute for Love) Madonna Ciccone, Rod McKuen, Anita Kerr, David Collins, William Orbit \| – \| \| 7. September 1998 – 4. Oktober 1998 4 Wochen \| 4 \| Depeche Mode \| Only When I Lose Myself Martin L. Gore \| – \| \| 5. Oktober 1998 – 18. Oktober 1998 2 Wochen \| 2 \| Rosana \| Contigo Rosana Arbelo \| – \| \| 19. Oktober 1998 – 8. November 1998 3 Wochen \| 3 \| George Michael \| Outside George Michael \| – \| \| 9. November 1998 – 20. Dezember 1998 6 Wochen (insgesamt 9) \| 9 \| Cher \| Believe Steve Torch, Paul Barry, Brian Higgins, Matt Gray, Stuart McLennan, Timothy Powell \| – \| \| 21. Dezember 1998 – 27. Dezember 1998 1 Woche (insgesamt 2) \| 2 \| Des’ree \| What’s Your Sign? Ashley Ingram, Desiree Weekes \| Während international die erste Single Life aus dem Album Supernatural der große Erfolg war, übertraf in Spanien die zweite Auskopplung deren Erfolg. \| \| 28. Dezember 1998 – 3. Januar 1999 1 Woche (insgesamt 9) \| 9 \| Cher \| Believe Steve Torch, Paul Barry, Brian Higgins, Matt Gray, Stuart McLennan, Timothy Powell \| – \| |                                       |                                       | | |
| |                                       |                                       | | → 1999 → |
| Zeitraum | Wo. ges.                              | Interpret                             | Titel Autor(en) | Zusätzliche Informationen |
| (Zeitraum, Wochen auf Platz eins, Interpret, Titel, Autor[en], zusätzliche Informationen) |                                       |                                       | | |
| 29. Dezember 1997 – 11. Januar 1998 2 Wochen (insgesamt 14) | 14                                    | Elton John                            | Candle in the Wind ’97 Musik: Elton John; Text: Bernie Taupin                                                                  | – |
| 12. Januar 1998 – 1. Februar 1998 3 Wochen (insgesamt 4) | 4                                     | Natalie Imbruglia                     | Torn Phil Thornalley, Scott Cutler, Anne Preven                                                                                | – |
| 2. Februar 1998 – 8. Februar 1998 1 Woche | 1                                     | Backstreet Boys                       | All I Have to Give Curtis T. Bedeau, Gerard R. Charles, Hugh L. Clarke, Brian P. George, Lucien J. George, Paul Anthony George | – |
| 9. Februar 1998 – 15. Februar 1998 1 Woche (insgesamt 4) | 4                                     | Natalie Imbruglia                     | Torn Phil Thornalley, Scott Cutler, Anne Preven                                                                                | – |
| 16. Februar 1998 – 8. März 1998 3 Wochen (insgesamt 4) | 4                                     | Madonna                               | Frozen Patrick Leonard, Madonna Ciccone                                                                                        | – |
| 9. März 1998 – 22. März 1998 2 Wochen | 2                                     | Mecano                                | El club de los humildes Nacho Cano                                                                                             | – |
| 23. März 1998 – 29. März 1998 1 Woche (insgesamt 4) | 4                                     | Madonna                               | Frozen Patrick Leonard, Madonna Ciccone                                                                                        | – |
| 30. März 1998 – 12. April 1998 2 Wochen | 2                                     | Ricky Martin                          | La copa de la vida Luis Gómez Escolar, Desmond Child, Robi Rosa                                                                | – |
| 13. April 1998 – 26. April 1998 2 Wochen | 2                                     | Céline Dion                           | My Heart Will Go On Will Jennings, James Horner                                                                                | – |
| 27. April 1998 – 17. Mai 1998 3 Wochen | 3                                     | Madonna                               | Ray of Light Madonna Ciccone, Clive Maldoon, Dave Curtiss, Christine Leach, William Orbit                                      | – |
| 18. Mai 1998 – 31. Mai 1998 2 Wochen | 2                                     | Gloria Estefan                        | Corazón prohibido Gloria Estefan, Kike Santander                                                                               | – |
| 1. Juni 1998 – 21. Juni 1998 3 Wochen | 3                                     | Alejandro Sanz                        | Corazón partío Alejandro Sanz                                                                                                  | – |
| 22. Juni 1998 – 26. Juli 1998 5 Wochen | 5                                     | Blue 4 U                              | Happy World Jorge Cubino Bermejo                                                                                               | Die Werbung für die Biermarke Estrella Damm verhalf der Band zu diesem Nummer-eins-Hit. Jordi Cubino, in den 80ern selbst als Sänger erfolgreich, hat das Lied geschrieben und produziert. |
| 27. Juli 1998 – 23. August 1998 4 Wochen | 4                                     | Gloria Estefan                        | Oye Emilio Estefan Jr., Gloria Estefan, Randall Barlow, Angie Chirino                                                          | – |
| 24. August 1998 – 30. August 1998 1 Woche | 1                                     | Stardust                              | Music Sound Better with You Thomas Bangalter, Alan Quême, Benjamin Cohen                                                       | – |
| 31. August 1998 – 6. September 1998 1 Woche | 1                                     | Madonna                               | Drowned World (Substitute for Love) Madonna Ciccone, Rod McKuen, Anita Kerr, David Collins, William Orbit                      | – |
| 7. September 1998 – 4. Oktober 1998 4 Wochen | 4                                     | Depeche Mode                          | Only When I Lose Myself Martin L. Gore                                                                                         | – |
| 5. Oktober 1998 – 18. Oktober 1998 2 Wochen | 2                                     | Rosana                                | Contigo Rosana Arbelo | – |
| 19. Oktober 1998 – 8. November 1998 3 Wochen | 3                                     | George Michael                        | Outside George Michael | – |
| 9. November 1998 – 20. Dezember 1998 6 Wochen (insgesamt 9) | 9                                     | Cher                                  | Believe Steve Torch, Paul Barry, Brian Higgins, Matt Gray, Stuart McLennan, Timothy Powell                                     | – |
| 21. Dezember 1998 – 27. Dezember 1998 1 Woche (insgesamt 2) | 2                                     | Des’ree                               | What’s Your Sign? Ashley Ingram, Desiree Weekes                                                                                | Während international die erste Single Life aus dem Album Supernatural der große Erfolg war, übertraf in Spanien die zweite Auskopplung deren Erfolg.                                      |
| 28. Dezember 1998 – 3. Januar 1999 1 Woche (insgesamt 9) | 9                                     | Cher                                  | Believe Steve Torch, Paul Barry, Brian Higgins, Matt Gray, Stuart McLennan, Timothy Powell                                     | – |

## Alben
| | Liste der Nummer-eins-Hits in Spanien | Liste der Nummer-eins-Hits in Spanien | Liste der Nummer-eins-Hits in Spanien               | 1999 → |
| \| Zeitraum \| Wo. ges. \| Interpret \| Titel \| Zusätzliche Informationen \| \| (Zeitraum, Wochen auf Platz eins, Interpret, Titel, zusätzliche Informationen) \| \| \| \| \| \| ------------------------------------------------------------------------------ \| -------- \| ------------------ \| --------------------------------------------------- \| ------------------------------------------------------------------------------------------------------------------------------------------------------------------------------------------ \| \| 1. September 1997 – 25. Januar 1998 21 Wochen (insgesamt 24) \| 24 \| Alejandro Sanz \| Más \| – \| \| 26. Januar 1998 – 22. Februar 1998 4 Wochen (insgesamt 6) \| 6 \| James Horner \| Titanic: Music from the Motion Picture (Soundtrack) \| – \| \| 23. Februar 1998 – 1. März 1998 1 Woche \| 1 \| Ricky Martin \| Vuelve \| – \| \| 2. März 1998 – 8. März 1998 1 Woche \| 1 \| Madonna \| Ray of Light \| – \| \| 9. März 1998 – 22. März 1998 2 Wochen (insgesamt 6) \| 6 \| James Horner \| Titanic: Music from the Motion Picture (Soundtrack) \| – \| \| 23. März 1998 – 26. April 1998 5 Wochen \| 5 \| Mecano \| Ana, José, Nacho \| Mecano war in den 1980ern international erfolgreich. Nach sieben Jahren Pause erschien noch einmal ein Album mit den Vornamen der drei Mitglieder als Titel, bevor sich die Band auflöste. \| \| 27. April 1998 – 3. Mai 1998 1 Woche \| 1 \| Luis Miguel \| Romances \| – \| \| 4. Mai 1998 – 31. Mai 1998 4 Wochen (insgesamt 6) \| 6 \| Manolo García \| Arena en los bolsillos \| Als die eine Hälfte von El Último de la Fila war García schon mehrfach auf Platz eins, sein Solodebüt führte ihn dahin zurück. \| \| 1. Juni 1998 – 14. Juni 1998 2 Wochen (insgesamt 11) \| 11 \| Gloria Estefan \| Gloria \| – \| \| 15. Juni 1998 – 28. Juni 1998 2 Wochen (insgesamt 6) \| 6 \| Manolo García \| Arena en los bolsillos \| – \| \| 29. Juni 1998 – 30. August 1998 9 Wochen (insgesamt 11) \| 11 \| Gloria Estefan \| Gloria \| – \| \| 31. August 1998 – 6. September 1998 1 Woche \| 1 \| Mike Oldfield \| Tubular Bells III \| – \| \| 7. September 1998 – 20. September 1998 2 Wochen \| 2 \| Jarabe de Palo \| Depende \| Nach dem Debütalbum La flaca im Vorjahr schaffte es auch das zweite Album der Rockband aus Barcelona an die Spitze. \| \| 21. September 1998 – 27. September 1998 1 Woche \| 1 \| Joan Manuel Serrat \| Sombras de la China \| – \| \| 28. September 1998 – 25. Oktober 1998 4 Wochen \| 4 \| Julio Iglesias \| Mi vida: Grandes éxitos \| – \| \| 26. Oktober 1998 – 29. November 1998 5 Wochen (insgesamt 9) \| 9 \| Rosana \| Luna nueva \| – \| \| 30. November 1998 – 6. Dezember 1998 1 Woche \| 1 \| U2 \| The Best of 1980–1990 \| – \| \| 7. Dezember 1998 – 3. Januar 1999 4 Wochen (insgesamt 9) \| 9 \| Rosana \| Luna nueva \| – \| |                                       |                                       |                                                     | |
| |                                       |                                       |                                                     | → 1999 → |
| Zeitraum | Wo. ges.                              | Interpret                             | Titel                                               | Zusätzliche Informationen |
| (Zeitraum, Wochen auf Platz eins, Interpret, Titel, zusätzliche Informationen) |                                       |                                       |                                                     | |
| 1. September 1997 – 25. Januar 1998 21 Wochen (insgesamt 24) | 24                                    | Alejandro Sanz                        | Más                                                 | – |
| 26. Januar 1998 – 22. Februar 1998 4 Wochen (insgesamt 6) | 6                                     | James Horner                          | Titanic: Music from the Motion Picture (Soundtrack) | – |
| 23. Februar 1998 – 1. März 1998 1 Woche | 1                                     | Ricky Martin                          | Vuelve                                              | – |
| 2. März 1998 – 8. März 1998 1 Woche | 1                                     | Madonna                               | Ray of Light                                        | – |
| 9. März 1998 – 22. März 1998 2 Wochen (insgesamt 6) | 6                                     | James Horner                          | Titanic: Music from the Motion Picture (Soundtrack) | – |
| 23. März 1998 – 26. April 1998 5 Wochen | 5                                     | Mecano                                | Ana, José, Nacho                                    | Mecano war in den 1980ern international erfolgreich. Nach sieben Jahren Pause erschien noch einmal ein Album mit den Vornamen der drei Mitglieder als Titel, bevor sich die Band auflöste. |
| 27. April 1998 – 3. Mai 1998 1 Woche | 1                                     | Luis Miguel                           | Romances                                            | – |
| 4. Mai 1998 – 31. Mai 1998 4 Wochen (insgesamt 6) | 6                                     | Manolo García                         | Arena en los bolsillos                              | Als die eine Hälfte von El Último de la Fila war García schon mehrfach auf Platz eins, sein Solodebüt führte ihn dahin zurück.                                                             |
| 1. Juni 1998 – 14. Juni 1998 2 Wochen (insgesamt 11) | 11                                    | Gloria Estefan                        | Gloria                                              | – |
| 15. Juni 1998 – 28. Juni 1998 2 Wochen (insgesamt 6) | 6                                     | Manolo García                         | Arena en los bolsillos                              | – |
| 29. Juni 1998 – 30. August 1998 9 Wochen (insgesamt 11) | 11                                    | Gloria Estefan                        | Gloria                                              | – |
| 31. August 1998 – 6. September 1998 1 Woche | 1                                     | Mike Oldfield                         | Tubular Bells III                                   | – |
| 7. September 1998 – 20. September 1998 2 Wochen | 2                                     | Jarabe de Palo                        | Depende                                             | Nach dem Debütalbum La flaca im Vorjahr schaffte es auch das zweite Album der Rockband aus Barcelona an die Spitze.                                                                        |
| 21. September 1998 – 27. September 1998 1 Woche | 1                                     | Joan Manuel Serrat                    | Sombras de la China                                 | – |
| 28. September 1998 – 25. Oktober 1998 4 Wochen | 4                                     | Julio Iglesias                        | Mi vida: Grandes éxitos                             | – |
| 26. Oktober 1998 – 29. November 1998 5 Wochen (insgesamt 9) | 9                                     | Rosana                                | Luna nueva                                          | – |
| 30. November 1998 – 6. Dezember 1998 1 Woche | 1                                     | U2                                    | The Best of 1980–1990                               | – |
| 7. Dezember 1998 – 3. Januar 1999 4 Wochen (insgesamt 9) | 9                                     | Rosana                                | Luna nueva                                          | – |